# Ткаченко, Яков Тарасович
Я́ков Тара́сович Ткаче́нко (15 июля 1906 года — 15 октября 1979 года) — заместитель командира батальона 1336-го стрелкового полка 319-й стрелковой дивизии 43-й армии 3-го Белорусского фронта, капитан, Герой Советского Союза (1945).

## Биография
Яков Тарасович Ткаченко родился 15 июля 1906 года в деревне Малая Деевка Стерлитамакского уезда Уфимской губернии (ныне — Стерлитамакский район Республики Башкортостан) в крестьянской семье.
Окончил 4 класса. Работал у зажиточных крестьян, позднее — в колхозе «Маяк» в Стерлитамакском кантоне, затем на механическом заводе в городе Златоусте Челябинского округа.
В 1928—1930 годах проходил действительную военную службу в Красной Армии, в 1930 году вступил в ВКП(б). После увольнения в запас работал на строительстве Магнитогорского металлургического комбината. Оттуда как способный организатор был направлен на учёбу в школу ВЦСПС в Свердловск.
По окончании учёбы, с 1937 года работал председателем заводского комитета профсоюза на Верх-Исетском металлургическом заводе в Свердловской области.
Вторично был призван в Красную Армию в июле 1941 года Свердловским горвоенкоматом. В действующей армии — с марта 1942 года. Сражался на 2-м Прибалтийском и 3-м Белорусском фронтах. Несколько раз был ранен, дважды — тяжело.
В 1945 году капитан Ткаченко демобилизовался, вернулся в город Свердловск. Работал на металлургическом заводе заместителем директора по быту, затем был начальником ремонтно-юстировочных мастерских в Свердловском филиале Всесоюзного института метрологии, начальником учебно-производственных мастерских Свердловского горного института. В июне 1965 года вышел на пенсию.
Скончался 15 октября 1979 года. Похоронен на Широкореченском кладбище Екатеринбурга.

## Подвиг
17 апреля 1945 года заместитель командира батальона 1336-го стрелкового полка 319-й стрелковой дивизии 43-й армии 3-го Белорусского фронта капитан Ткаченко взял руководство батальоном на себя (командир был ранен) и умело организовал форсирование реки Ляуке Флисс. Был дважды ранен, но продолжал командовать батальоном, и в числе первых вышел на берег залива Фришес-Хафф.
Указом Президиума Верховного Совета СССР от 29 июня 1945 года за образцовое выполнение боевых заданий командования и проявленные при этом геройство и мужество капитану Якову Тарасовичу Ткаченко было присвоено звание Героя Советского Союза с вручением ордена Ленина и медали «Золотая Звезда» (№ 5010).

## Награды
Награждён орденами Ленина, Красного Знамени (24.04.1945), Красной Звезды (19.09.1944), медалью «За боевые заслуги» (07.03.1943), другими медалями.
В 1965 году получил именные золотые часы с надписью «В день ХХ-летия победы над фашистской Германией».

## Память
- Мемориальная доска герою установлена на мемориальном комплексе славы в городе Златоуст Челябинской области.

- Мемориальная доска в городе Златоуст Челябинской области